# Stephen Dorrell
Stephen James Dorrell (né le 25 mars 1952) est un homme politique libéral démocrate britannique. Il est député conservateur de Loughborough de 1979 à 1997, puis de Charnwood de 1997 à 2015.
Dorrell est président du Comité spécial de la santé de la Chambre des communes de 2010 à 2014. Dans les années 1990, il est membre à part entière du Cabinet de John Major pendant près de trois ans, tout en étant à la fois secrétaire d'État au Patrimoine national puis secrétaire d'État à la Santé jusqu'aux élections générales de 1997. Il est également patron du Tory Reform Group.
Depuis 2014, il est consultant sur la santé et de la fonction publique de KPMG.
Au printemps 2019, il quitte le Parti conservateur pour rejoindre Change UK et est le candidat principal sur la liste du parti dans la région des West Midlands aux élections du Parlement européen de 2019. Après avoir échoué à être élu, il fait défection auprès des libéraux-démocrates et est candidat libéral-démocrate pour Buckingham aux élections générales de 2019.

## Jeunesse et éducation
Dorrell est né à Worcester et fait ses études à Uppingham School, Rutland et Brasenose College, Oxford, où il obtient un baccalauréat ès arts. Il est membre de la Royal Air Force Volunteer Reserve pendant deux ans à partir de 1971.

## Carrière politique
Lors des élections générales de février 1974, il est assistant personnel du ministre conservateur Peter Walker (baron Walker de Worcester). Agé de seulement 22 ans, il se présente au siège tenu par le parti travailliste de Kingston upon Hull East aux élections générales d'octobre 1974, mais est lourdement battu par le député en exercice (et plus tard vice-premier ministre), John Prescott, qui est réélu avec une majorité de 25 793 voix.
Aux élections générales de 1979, les conservateurs sont revenus au pouvoir sous la direction de Margaret Thatcher. Dorrell, alors âgé de 27 ans, est élu à la Chambre des communes pour le siège marginal de Loughborough, évinçant le vétéran député travailliste John Cronin par 5199 voix. Il est resté député jusqu'à sa démission du Parlement aux élections générales de 2015.
Lors de son élection, il est le bébé de la Chambre des communes, un titre informel pour le plus jeune député. Il est remplacé comme bébé de la maison le 9 avril 1981 quand Bobby Sands est élu aux élections partielles d'avril 1981 de Fermanagh et de Tyrone du Sud. Mais Sands est décédé le 5 mai 1981 lors d'une grève de la faim dans la prison de Long Kesh. Dorrell est redevenu le bébé de la maison jusqu'au 20 août 1981, lorsque le successeur de Sands, Owen Carron est élu aux élections partielles d'août 1981, Fermanagh et South Tyrone. Il est néanmoins resté le plus jeune député à siéger à la Chambre des communes (les membres du Sinn Fein ne prennent pas leur siège) jusqu'aux élections de 1983, lorsque Charles Kennedy lui succède.
Après son élection au Parlement en 1979, il est membre du comité des Transports. Après les élections générales de 1983, il est nommé secrétaire parlementaire privé de son ancien patron, Peter Walker, devenu secrétaire d'État à l'énergie.

### Au gouvernement
Dorrell est promu au gouvernement après les élections générales de 1987 par le Premier ministre Margaret Thatcher en tant que whip adjoint du gouvernement et, en 1988, est devenu Whip du Lord Commissaire au Trésor. Il est nommé Sous-secrétaire d'État parlementaire au ministère de la Santé en 1990 dans le gouvernement de John Major. Après les élections générales de 1992, il est devenu le secrétaire financier du Trésor.
Dorrell est promu au Cabinet principal en tant que secrétaire d'État au Patrimoine national en 1994 et, lors de sa nomination, il est devenu membre du Conseil privé. Il recrute Jennie Page pour le poste de PDG du Dôme du Millénaire selon The Observer . Il devient secrétaire d'État à la Santé en 1995 et reste en fonction jusqu'à la fin de l'administration conservatrice aux élections générales de 1997.

### Après le gouvernement
Lorsque les limites des circonscriptions sont révisées pour les élections de 1997, il se présente dans la nouvelle circonscription de Charnwood et l'emporte confortablement avec une majorité de 5 900 voix.
Il lance une candidature à la direction du Parti conservateur en 1997, mais s'est retiré avant le premier tour de scrutin lorsqu'il est devenu clair que son soutien parmi les députés conservateurs était négligeable. Il soutient alors la candidature de Kenneth Clarke. Sous la direction de William Hague, il est devenu le secrétaire d'État fictif à l'éducation et à l'emploi, mais quitte le cabinet fantôme en 1998, et est député pour le reste de sa carrière parlementaire.
En juin 2010, il est élu président du Health Select Committee. En juin 2011, à la suite des inquiétudes suscitées par l'impopularité des réformes du NHS d'Andrew Lansley, Dorrell est désigné comme un successeur possible, mais déclare qu'il souhaite continuer à présider le comité pour l'ensemble du Parlement. Selon une autre opinion, David Cameron ne voudrait plus de «conservateurs recyclés» des gouvernements précédents.
Dorrell démissionne de sa présidence de commission en juin 2014 et est remplacé par Sarah Wollaston.

### Retrait du Parlement
En novembre 2014, il surprend en annonçant sa future retraite de la Chambre pour occuper un poste au sein du cabinet de conseil KPMG dans "un poste de haut niveau soutenant leur pratique de la santé et de la fonction publique". Ce rôle, a-t-il dit, est "incompatible avec une réélection à la Chambre des communes". Le député conservateur du Leicestershire, Andrew Bridgen exprime également sa surprise, déclarant que le prestige du Parlement avait diminué depuis le scandale des dépenses et qu'un certain nombre de députés expérimentés partaient. Cette réorientation a suscité des critiques, certains pointant un problème de conflits d'intérêts, alors qu'il exerce déjà ses nouvelles fonctions tout en restant parlementaire.
En 2016, il devient président du Mouvement européen-Royaume-Uni, succédant à Richard Corbett, afin de mener sa campagne pour arrêter le Brexit.
En 2018, Dorrell est devenu membre du comité de la campagne Tories Against Brexit, qui est dirigée par Citizens4Britain.org. Il est également devenu président du conseil en soins de santé LaingBuisson.
Il est un partisan de Change UK en 2019 Il représente le parti aux élections du Parlement européen de 2019 dans la circonscription des West Midlands .
Dorrell se présente en vain aux élections générales de 2019 en tant que candidat libéral démocrate pour Buckingham pour succéder à l'ancien président de la Chambre des communes John Bercow, après avoir rejoint les Lib Dems en août et quitté Change UK.

## Vie privée
Dorrell est marié à Penelope Taylor et a trois fils et une fille.
Il est administrateur de l'école d'Uppingham et gouverneur des écoles dotées de Loughborough.